# Pterophorus kaszabi
Pterophorus kaszabi is een vlinder uit de familie vedermotten (Pterophoridae). De wetenschappelijke naam van de soort is voor het eerst geldig gepubliceerd in 1967 door Bigot.